# Sándor Zombori
Sándor Zombori est un footballeur hongrois né le 31 octobre 1951 à Pécs en Hongrie. Il évolue au poste de milieu de terrain.

## Carrière
Après avoir commencé sa carrière senior au club hongrois du Pecs Mecsek FC en 1971, il rejoint le Vasas SC en 1975. Avec ce club, il dispute 168 matchs pour 40 buts inscrits. 
En 1982, il signe au Montpellier Paillade Sport Club. En trois saisons en France, il compte 85 rencontres et 14 buts en Division 2. En Coupe de France de football, il dispute 6 matchs pour 3 buts marqués.
Sándor Zombori joue dans l'équipe de Hongrie de 1975 à 1982. Il participe à la Coupe du monde 1978 avec la Hongrie.

## Palmarès
- Champion de Hongrie en 1977 avec le Vasas SC
- Vainqueur de la Coupe de Hongrie en 1981 avec le Vasas SC
- Finaliste de la Coupe de Hongrie en 1980 avec le Vasas SC